# Matt Kuchar
Matthew Gregory Kuchar, detto Matt (Winter Park, 21 giugno 1978), è un golfista statunitense, facente parte del PGA Tour e del Nationwide Tour.

## Biografia
Nativo della Florida, è laureato alla Georgia Tech University. Professionista dal 2000, vanta ben 9 vittorie nel PGA Tour. È sposato con Sybi Kuchar (hanno 2 figli) e vivono in Georgia.

## Vittorie professionali (18)

### PGA Tour vittorie (9)
| Legenda                      |
| Players Championships (1)    |
| World Golf Championships (1) |
| FedEx Cup playoff eventi (1) |
| Altro PGA Tour (6)           |

| No. | Data              | Torneo                                | Punteggio di vittoria | To par | Margine   | Secondo/i                                             |
| --- | ----------------- | ------------------------------------- | --------------------- | ------ | --------- | ----------------------------------------------------- |
| 1   | 10 marzo, 2002    | The Honda Classic                     | 68-69-66-66=269       | −19    | 2 strokes | Brad Faxon, Joey Sindelar                             |
| 2   | 5 ottobre, 2009   | Turning Stone Resort Championship     | 67-68-67-69=271       | −17    | Playoff   | Vaughn Taylor                                         |
| 3   | 29 agosto, 2010   | The Barclays                          | 68-69-69-66=272       | −12    | Playoff   | Martin Laird                                          |
| 4   | 13 maggio, 2012   | The Players Championship              | 68-68-69-70=275       | −13    | 2 colpi   | Ben Curtis, Rickie Fowler, Zach Johnson, Martin Laird |
| 5   | 24 febbraio, 2013 | WGC-Accenture Match Play Championship | 2 e 1                 | 2 e 1  | 2 e 1     | Hunter Mahan                                          |
| 6   | 2 giugno, 2013    | Memorial Tournament                   | 68-70-70-68=276       | −12    | 2 colpi   | Kevin Chappell                                        |
| 7   | 20 aprile, 2014   | RBC Heritage                          | 66-73-70-64=273       | −11    | 1 colpo   | Luke Donald                                           |
| 8   | 11 novembre, 2018 | Mayakoba Golf Classic                 | 64-64-65-69=262       | −22    | 1 colpo   | Danny Lee                                             |
| 9   | 13 gennaio, 2019  | Sony Open in Hawaii                   | 63-63-66-66=258       | −22    | 4 colpi   | Andrew Putnam                                         |

## The Players Championship

### Vittorie (1)
| Anno | Campionato               | 54 buche           | Punteggio di vittoria | Marginw | Secondo/i                                             |
| ---- | ------------------------ | ------------------ | --------------------- | ------- | ----------------------------------------------------- |
| 2012 | The Players Championship | 1 colpo di deficit | −13 (68-68-69-70=275) | 2 colpi | Ben Curtis, Rickie Fowler, Zach Johnson, Martin Laird |

## World Golf Championships

### Vittorie (1)
| Anno | Campionato                            | 54 buche | Punteggio di vittoria | Margine | Secondo      |
| ---- | ------------------------------------- | -------- | --------------------- | ------- | ------------ |
| 2013 | WGC-Accenture Match Play Championship | n/a      | 2 and 1               | 2 and 1 | Hunter Mahan |